# Reynolds Price
Edward Reynolds Price, född 1 februari 1933 i Macon, North Carolina, död 20 januari 2011 i Durham, North Carolina, var en amerikansk författare och James B. Duke Professor i engelska vid Duke University. Han hade ett livslångt intresse för antika språk och bibelforskning. Han var medlem av American Academy of Arts and Letters.
Price debuterade 1962 med "Ett långt och lyckligt liv. Den utspelar sig i den amerikanska södern, liksom hans övriga romaner. Han undervisade om John Milton i över 40 år och några av hans studenter var författarna Josephine Humphreys och Anne Tyler samt skådespelaren Annabeth Gish. Price var en av president Bill Clintons favoritförfattare, och han blev inbjuden till Vita huset.